# Paul Mathey

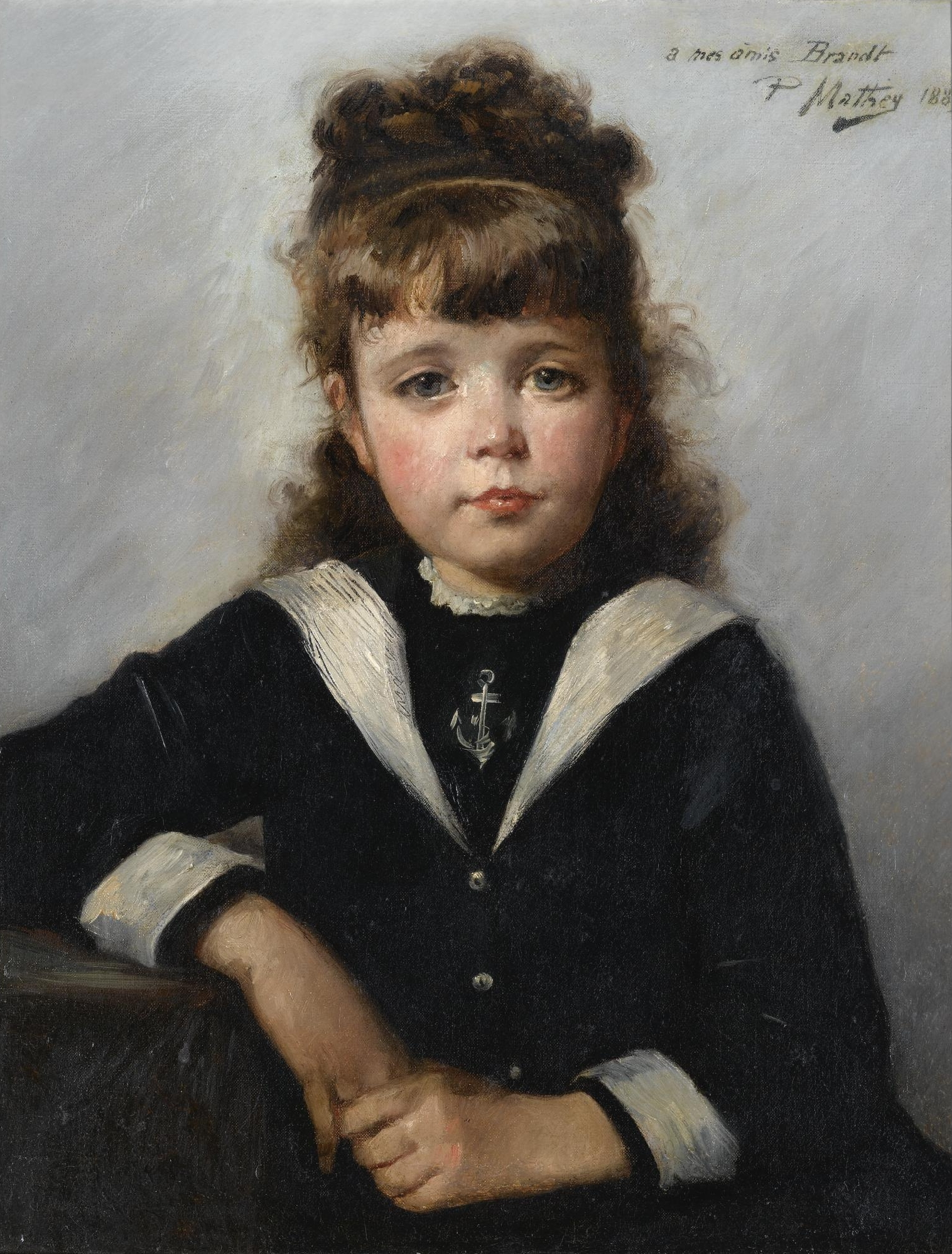

Paul Victor Mathey (14 de noviembre de 1844 - 24 de noviembre de 1929) fue un pintor y grabador francés.

## Biografía
Nacido en París, hijo de un restaurador, Mathey estudió en la École nationale supérieure des Beaux-Arts de París en los talleres de los pintores Léon Cogniet, Isidore Pils y Alexis-Joseph Mazerolle. Comenzó a exponer en el Salón de París en 1868 y se convirtió en un valorado y reconocido retratista. Retrató varias veces a artistas de su entorno en sus estudios.
Mathey, de hecho, se convirtió en un retratista muy conocido y apreciado. Su estilo es tranquilo, muy preciso y, a su manera, realista. No se ve afectado por el academicismo, pero tampoco influenciado por el impresionismo u otras corrientes contemporáneas. Su pintura es sincera y muy profesional.
Mathey, que era sobre todo retratista, no se abstuvo de pintar paisajes, marinas, escenas vividas o decoraciones. A los cuarenta y cinco años tuvo la idea de iniciarse en el grabado siguiendo el Traité de gravure à l'eau-forte de Maxime Lalanne del que tomó la información técnica que necesitaba. Su primer grabado fue un retrato de su padre, a quien había dibujado unos diez años antes.
Se le otorgó una medalla de tercera clase en el Salón de 1876, una medalla de segunda clase en el Salón de 1885 y logró una medalla de oro en la Exposición Universal (1889). Finalmente, fue condecorado con la Legión de Honor el 29 de octubre de 1889.
Mathey murió en 1929, en el VII distrito de París, a los 85 años.

## Obras en colecciones públicas

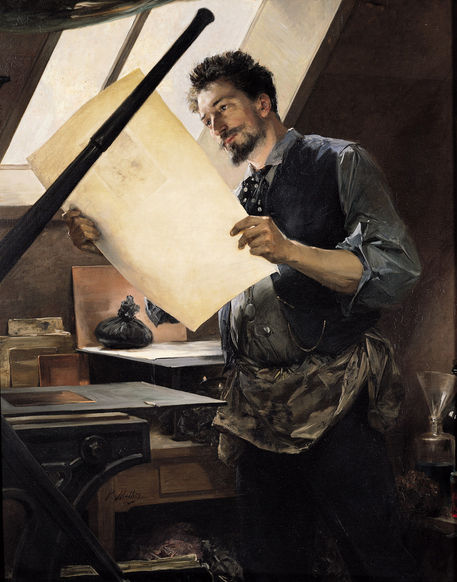
Félicien Rops en su taller (c. 1888), Palacio de Versalles.

- Brest, Musée des beaux-arts de Brest:
  - Retrato del pintor Alfred Rubé, decorador de la Ópera, óleo sobre lienzo.[4][5]
  - Retrato de Madame Paul Mathey, óleo sobre lienzo.[6]
  - Retrato de Mlle Marthe Mathey au petit chien, óleo sobre lienzo.[7]
  - Le Mélomane, retrato del padre de l'artiste, óleo sobre lienzo.[8]
  - Retrato del hermano Joseph, óleo sobre lienzo.
- Évreux, Musée d'Évreux: Bord de mer, dibujo.
- Gray, Musée Baron-Martin: 
  - La Plage, óleo sobre madera, (49 x 65 cm)
  - Retrato de mademoiselle Legout-Gérard, óleo sobre lienzo, último cuarto del siglo XIX, (35 x 24,5 cm).
- El Havre, Museo de arte moderno André Malraux: Un Pré-Baie de Concarneau, óleo sobre lienzo.
- París:
  - Département des arts graphiques du Musée du Louvre: un álbum de unos cien bocetos.
  - Museo de Orsay :
    - Enfant et femme dans un intérieur,[9] óleo sobre lienzo
    - Fernande Mathey sur la plage, óleo sobre lienzo
    - Pierre Mathey, padre del artista, óleo sobre lienzo
- Versalles, Museo de Historia de Francia:
  - Félicien Rops en su taller, óleo sobre lienzo
  - René de Saint-Marceaux, óleo sobre lienzo.

## Obras seleccionadas

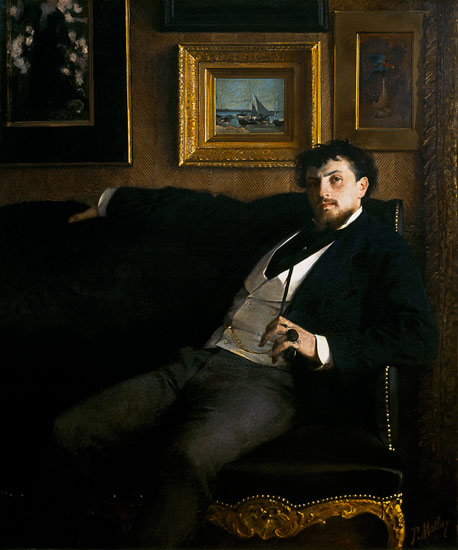
Ernest Ange Duez (1876), Musée des beaux-arts d'Arras.
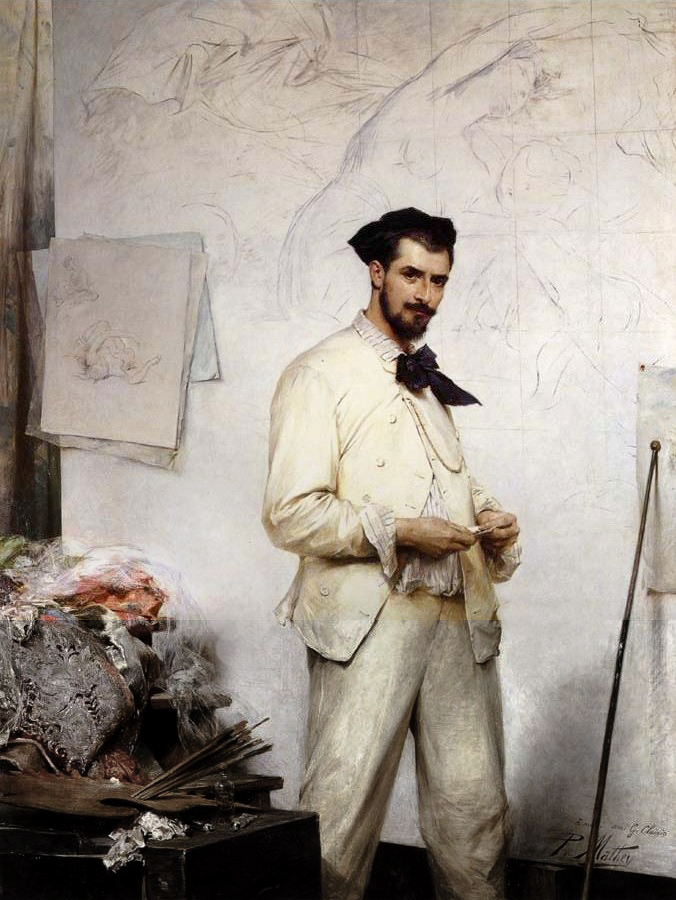
Georges Clairin, fr.
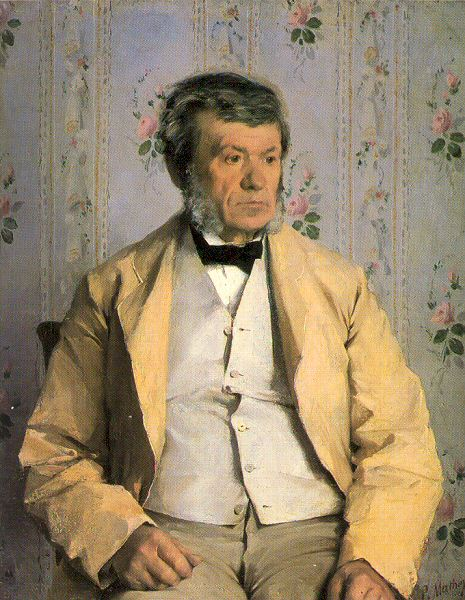
Retrato de Pierre Mathey (antes de 1887), Paris, Musée d'Orsay.
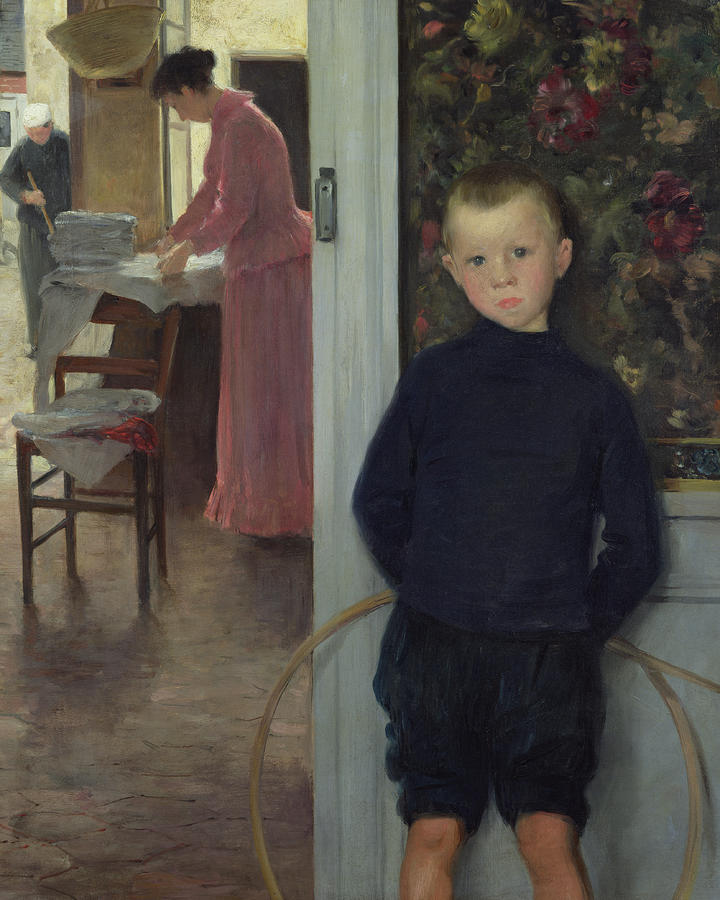
Enfant et femme dans un intérieur (circa 1890), Paris, Musée d'Orsay.
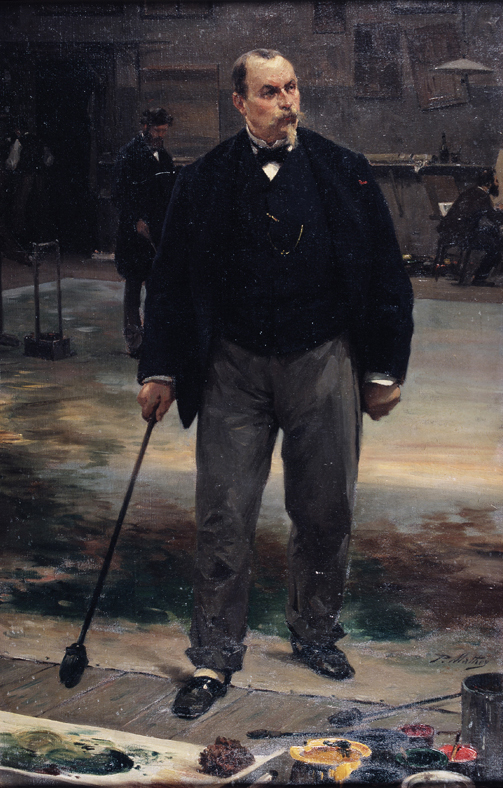
Auguste Alfred Rubé, decorator of the Palais Garnier, Musée des beaux-arts de Brest.